# Merostachys
Merostachys és un gènere de bambús de la família de les poàcies, ordre de les poals, subclasse commelínides, classe liliòpsides, divisió magniliofitins.

## Taxonomia
- Merostachys annulifera Sendulsky 1997 (observada a Bahia, Brasil)
- Merostachys argentea Sendulsky 1997 (observada a Bahia - Brasil)
- Merostachys argyronema Lindman 1900 (observada a São Paulo - Brasil)
- Merostachys bifurcata Sendulsky 1997 (observada a Bahia - Brasil)
- Merostachys bradei Pilger (observada al Brasil)
- Merostachys brevigluma
- Merostachys brevispica Munro (observada al Perú)
- Merostachys burmanii Sendulsky 1992 (observada de Bahia a São Paulo - Brasil)
- Merostachys calderoniana Sendulsky 1997 (observada a Bahia - Brasil)
- Merostachys caucaiana Sendulsky 1995 (observada a São Paulo - Brasil)
- Merostachys ciliata McClure i L.B.Sm 1967 (observada a Santa Catarina - Brasil)
- Merostachys claussennii Munro 1868 (observada a Brasil, Paraguai, Uruguai i Argentina)
- Merostachys clausenii var. mollior Doell in Martius 1880 (observada de São Paulo a Rio Grande do Sul - Brasil)
- Merostachys exserta E.G.Camus 1913 (observada a Minas Gerais - Brasil)
- Merostachys filgueirasii Sendulsky 1995 (observada al Distrito Federal - Brasil)
- Merostachys fimbriata Sendulsky 1997 (observada a Rondônia - Brasil)
- Merostachys fischeriana Doell in Martius 1880 (observada a Minas Gerais - Brasil)
- Merostachys fistulosa Doell in Martius 1880 (observada a Minas Gerais - Brasil)
- Merostachys glabra R. W. Pohl
- Merostachys glauca Sendulsky 1995 (observada a Santa Catarina - Brasil)
- Merostachys kleinii Sendulsky 1995 (observada a Santa Catarina - Brasil)
- Merostachys kunthii Ruprecht 1839 (observada a São Paulo i Rio de Janeiro - Brasil)
- Merostachys lanata Sendulsky 1997 (observada a Bahia - Brasil)
- Merostachys latifolia R. Pohl (observada al Salvador i Costa Rica)
- Merostachys leptophylla Sendulsky 1997 (observada a Bahia - Brasil)
- Merostachys magellanica Sendulsky 1995 (observada a São Paulo i Rio de Janeiro - Brasil)
- Merostachys magnispicula Sendulsky 1997 (observada a Bahia - Brasil)
- Merostachys maguireorum McClure (observada a Venezuela)
- Merostachys medullosa Sendulsky 1997 (observada a Bahia, i de São Paulo a Rio Grande do Sul - Brasil)
- Merostachys multiramea Hackel 1909 (observada al Brasil)
- Merostachys neesii Ruprecht 1839 (observada al Brasil)
- Merostachys pauciflora Swallen (observada a Belize)
- Merostachys petiolata Doell in Martius 1880 (observada a São Paulo i a Rio de Janeiro - Brasil)
- Merostachys pilifera Sendulsky 1995 (observada a Rio Grande do Sul - Brasil)
- Merostachys pluriflora E.G.Camus 1913 (observada a São Paulo i a Santa Catarina - Brasil)
- Merostachys polyantha McClure 1973 (observada a São Paulo - Brasil)
- Merostachys procerrima Sendulsky 1997 (observada a Bahia - Brasil)
- Merostachys ramosissima Sendulsky 1997 (observada a Bahia - Brasil)
- Merostachys retrorsa McClure (observada a Venezuela i a les Guaianes)
- Merostachys riedeliana Doell in Martius 1880 (observada a l'est del Brasil)
- Merostachys rondoniensis Sendulsky 1997 (observada a Rondônia - Brasil)
- Merostachys scandens
- Merostachys sceens Sendulsky 1995 (observada a São Paulo - Brasil)
- Merostachys sellovii Munro 1868 (observada a l'est del Brasil)
- Merostachys skvortzovii Sendulsky 1995 (observada de São Paulo a Rio Grande do Sul - Brasil)
- Merostachys sparsiflora Ruprecht 1839 (observada a Bahia - Brasil)
- Merostachys speciosa Sprengel 1825 (observada de Minas Gerais a Santa Catarina - Brasil)
- Merostachys ternata Nees 1829 (observada a Minas Gerais a Santa Catarina - Brasil)
- Merostachys vestita McClure i L.B. Smith (observada al Brasil)